# Ostatni Żyd w Winnicy

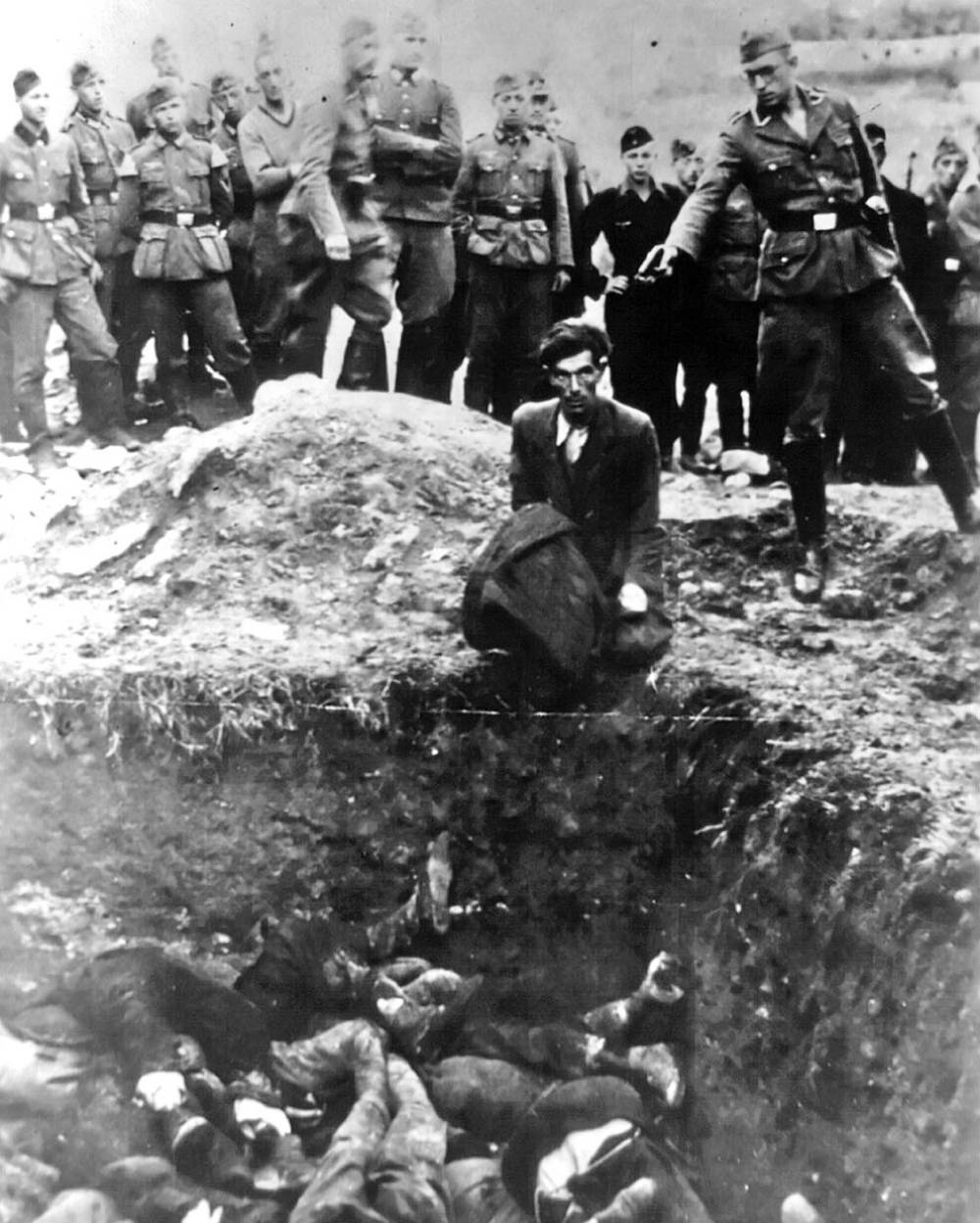
Ostatni Żyd w Winnicy

Ostatni Żyd w Winnicy – fotografia wykonana podczas Holocaustu na Ukrainie w czasie II wojny światowej, ukazująca nieznanego Żyda w Winnicy, który ma zostać zastrzelony przez członka Einsatzgruppe „D”, mobilnego szwadronu śmierci niemieckiej SS. Ofiara klęczy przy masowym grobie wypełnionym zwłokami; z tyłu egzekucji przygląda się grupa żołnierzy Waffen-SS i członkowie Służby Pracy Rzeszy.

## Historia
Fotografia pochodzi z okresu pomiędzy 1941 a 1943 rokiem, kiedy Niemcy w czasie operacji Barbarossa zajęli, a następnie okupowali obwód winnicki. W tym okresie na terenie obwodu miały miejsce liczne masakry Żydów, w tym w Winnicy 16 i 22 września 1941 roku oraz w kwietniu 1942 roku, po czym ocaleni zostali wysłani do obozów pracy, a żydowska dzielnica Winnicy została w dużej mierze zrównana z ziemią. Letnie mundury Niemców wskazują, że fotografia została zrobiona wiosną lub latem.
Fotografia została rozesłana w 1961 roku przez agencję prasową United Press International podczas procesu oficera SS Adolfa Eichmanna. Agencja otrzymała ją od urodzonego w 1910 roku Ala Mossa, polskiego Żyda, który nabył ją w maju 1945 roku, po wyzwoleniu z obozu Allach (podobóz KL Dachau)  przez amerykańską 3 Armię generała George’a Pattona. Moss, mieszkający w Chicago w 1961 roku, chciał, aby ludzie „wiedzieli, co działo się w czasach Eichmanna”. Kopia fotografii została opublikowana na całej stronie żydowskiej gazety „The Forward”, wydawanej w USA.
Późniejsze źródła podają sprzeczne szczegóły dotyczące fotografii. Niektórzy twierdzą, że oryginalna fotografia znajdowała się w albumie członka Einsatzgruppe lub została wyjęta z kieszeni martwego żołnierza, a na odwrocie napisane było „Ostatni Żyd w Winnicy”, obecnie używane jako nazwa fotografii. Kilkanaście osób skontaktowało się z niemieckim dziennikiem „Die Welt”, identyfikując egzekutora z pistoletem jako swojego krewnego.

## Ikona
Fotografia stała się ikoniczna, gdyż została zrobiona podczas Holocaustu i prawdopodobnie przez kogoś współwinnego zabójstwa. Wzrok oglądającego skupia się na samotnej ofierze, a nie na egzekutorze i grupie gapiów w tle.
Fotografia jest reprodukowana w książkach i ekspozycjach muzealnych dotyczących Holocaustu. Pojawiła się, między innymi, w książkach Guido Knoppa i Michaela Berenbauma, a także jako eksponat w gmachu Reichstagu i na Pomniku Pomordowanych Żydów Europy w Niemczech, w Instytucie Pamięci Narodowej w Polsce, w United States Holocaust Memorial Museum w Stanach Zjednoczonych i w instytucie Jad Waszem w Izraelu.
Fotografia została użyta na okładce albumu studyjnego Victim in Pain amerykańskiej grupy muzycznej Agnostic Front. Wokalista grupy Roger Miret powiedział później że „trzeba to nagłośnić, aby zapobiec powtórzeniu się historii”. 
W 2019 roku sklep internetowy amerykańskiego przedsiębiorstwa Amazon wprowadził do oferty serię kolorowych bluz, t-shirtów i bezrękawników z nadrukowaną fotografią „Ostatni Żyd w Winnicy”; po publikacjach izraelskich mediów i reakcji ze strony Państwowego Muzeum Auschwitz-Birkenau w Oświęcimiu produkty zniknęły z oferty sklepu. 